# Látky
Látky è un comune della Slovacchia facente parte del distretto di Detva, nella regione di Banská Bystrica.